# اورخوچیماخی
اورخوچیماخی (به لاتین: Urkhuchimakhi) یک منطقهٔ مسکونی در روسیه است که در شهرستان آگولسکی واقع شده‌است.